# Rossmoor, New Jersey
Rossmoor är en så kallad census-designated place i Middlesex County i New Jersey. Vid 2020 års folkräkning hade Rossmoor 2 992 invånare.
Rossmoor är ett grindsamhälle med åldersgräns som är minst 55 år och partnern ska vara minst 48 år gammal. Golfbanan i Rossmoor är ritad av golfarkitekten Desmond Muirhead.